# ماساهیرو ایشیکاوا
ماساهیرو ایشیکاوا (انگلیسی: Masahiro Ishikawa؛ زادهٔ ۲۳ مهٔ ۱۹۹۰) بازیکن فوتبال اهل ژاپن است.